# Vắc-xin phòng bệnh sởi
Vắc-xin phòng bệnh sởi là vắc xin rất hiệu quả trong việc phòng ngừa bệnh sởi. Sau khi tiêm một liều, 85% trẻ chín tháng tuổi và 95% trên mười hai tháng tuổi miễn nhiễm bệnh. Hầu như tất cả những người không miễn dịch sau một liều đơn đều đạt miễn dịch sau mũi thứ hai. Khi tỷ lệ tiêm chủng trong vùng trên 93% thì thường không còn bùng phát dịch nữa; tuy nhiên, dịch có thể tái phát nếu tỷ lệ tiêm chủng lại giảm. Tác dụng của vắc xin bệnh sởi kéo dài nhiều năm. Tuy nhiên, hiệu quả của vắc xin có giảm theo thời gian hay không thì vẫn chưa biết rõ. Vắc xin cũng có thể ngăn ngừa bệnh nếu được cho dùng trong vòng hai ngày bị phơi nhiễm.

## Độ an toàn
Nhìn chung, vắc xin bệnh sởi an toàn kể cả đối với những người bị nhiễm HIV. Tác dụng phụ thường nhẹ và không kéo dài. Tác dụng phụ gồm có đau tại nơi tiêm hay sốt nhẹ. Theo ghi nhận, cứ khoảng một trăm ngàn người thì có một người bị phản vệ. Tỷ lệ hội chứng Guillian-Barre, tự kỷ và bệnh viêm ruột không thấy tăng.

## Chế phẩm
Vắc xin có mặt trên thị trường ở cả dạng đơn và dạng kết hợp với vắc xin khác gồm vắc xin rubella, vắc xin phòng quai bị, và vắc xin phòng thủy đậu (vắc xin MMR và vắc xin MMRV). Vắc xin bệnh sởi có hiệu quả giống nhau trong tất cả các dạng chế phẩm. Tổ chức Y tế Thế giới khuyến cáo tiêm chủng vắc xin vào lúc chín tháng tuổi ở những vùng có bệnh lưu hành. Ở những vùng bệnh ít xảy ra thì nên tiêm chủng vào lúc mười hai tháng tuổi. Đây là loại vắc xin sống. Vắc xin ở dạng bột khô cần được pha trước khi tiêm hoặc dưới da hoặc bắp thịt. Để xác nhận vắc xin đã tiêm có hiệu quả thì phải dựa vào xét nghiệm máu.

## Lịch sử, xã hội và văn hóa
Thomas C. Peebles làm việc với John Franklin Enders, như là một đồng nghiệp tại Bệnh viện Nhi đồng Boston. Enders được biết đến như là "Cha đẻ của vắc-xin hiện đại", và Enders đã là 1 trong 3 người đoạt được giải thưởng Nobel về Y khoa năm 1954 nhờ nghiên cứu về việc nuôi cấy virus bại liệt dẫn đến sự phát triển của vắc-xin ngừa bệnh này. Chuyển sang nghiên cứu bệnh sởi, Enders gửi Peebles đến trường Fay ở Massachusetts, nơi dịch bệnh đang lan rộng ra và Peebles đã có thể biệt lập virus này từ một số mẫu máu và tăm bông họng mà ông ta đã lấy từ các học sinh. Ngay cả sau khi Enders đưa ông ta ra khỏi nhóm nghiên cứu, Peebles vẫn có thể nuôi cấy virus và chứng minh rằng căn bệnh này có thể truyền sang những con khỉ được tiêm bằng vật liệu mà anh ta thu thập được. Enders sau đó sử dụng virus được nuôi cấy để phát triển vắc-xin sởi vào năm 1963 dựa trên vật liệu được phân lập bởi Peebles.
Tính đến năm 2013, trên toàn cầu có khoảng 85% trẻ được tiêm chủng vắc xin sởi. Vào năm 2008, có ít nhất 192 quốc gia cung cấp hai liều tiêm chủng. Vắc xin được đưa vào sử dụng lần đầu vào năm 1963. Vắc xin kết hợp sởi-quai bị-rubella (MMR) có mặt trên thị trường lần đầu vào năm 1971. Vắc xin đậu mùa được thêm vào vắc xin ba trong một này vào năm 2005 gọi là vắc xin MMRV. Vắc xin phòng bệnh sởi nằm trong Danh sách các thuốc thiết yếu của WHO, thuốc quan trọng nhất cần có trong hệ thống y tế cơ sở. Vắc xin này không quá đắt.